# Ymer (måne)
 For alternative betydninger, se Ymer. (Se også artikler, som begynder med Ymer)
Ymer er en af planeten Saturns måner: Den blev opdaget den 7. august 2000 af Brett J. Gladman og John J. Kavelaars, og fik lige efter opdagelsen den midlertidige betegnelse S/2000 S 1. Senere har den Internationale Astronomiske Union vedtaget at opkalde den efter jætten Ymer fra den nordiske mytologi. Månen Ymer kendes desuden også under betegnelsen Saturn XIX.
Ymer har en forholdsvis høj massefylde sammenlignet med andre af Saturns måner, og man formoder at den består af en blanding af vand-is og klippemateriale. Den har en temmelig mørk overflade, som kun tilbagekaster 6 % af det lys der falder på den.
| Astronomi | Spire Denne artikel om astronomi er en spire som bør udbygges. Du er velkommen til at hjælpe Wikipedia ved at udvide den. |